# Trasadingen
Trasadingen é uma comuna da Suíça, no Cantão Schaffhausen, com cerca de 560 habitantes. Estende-se por uma área de 4,14 km², de densidade populacional de 135 hab/km². Confina com as seguintes comunas: Eggingen (DE - BW), Hallau, Klettgau (DE-BW), Wilchingen.
A língua oficial nesta comuna é o Alemão.

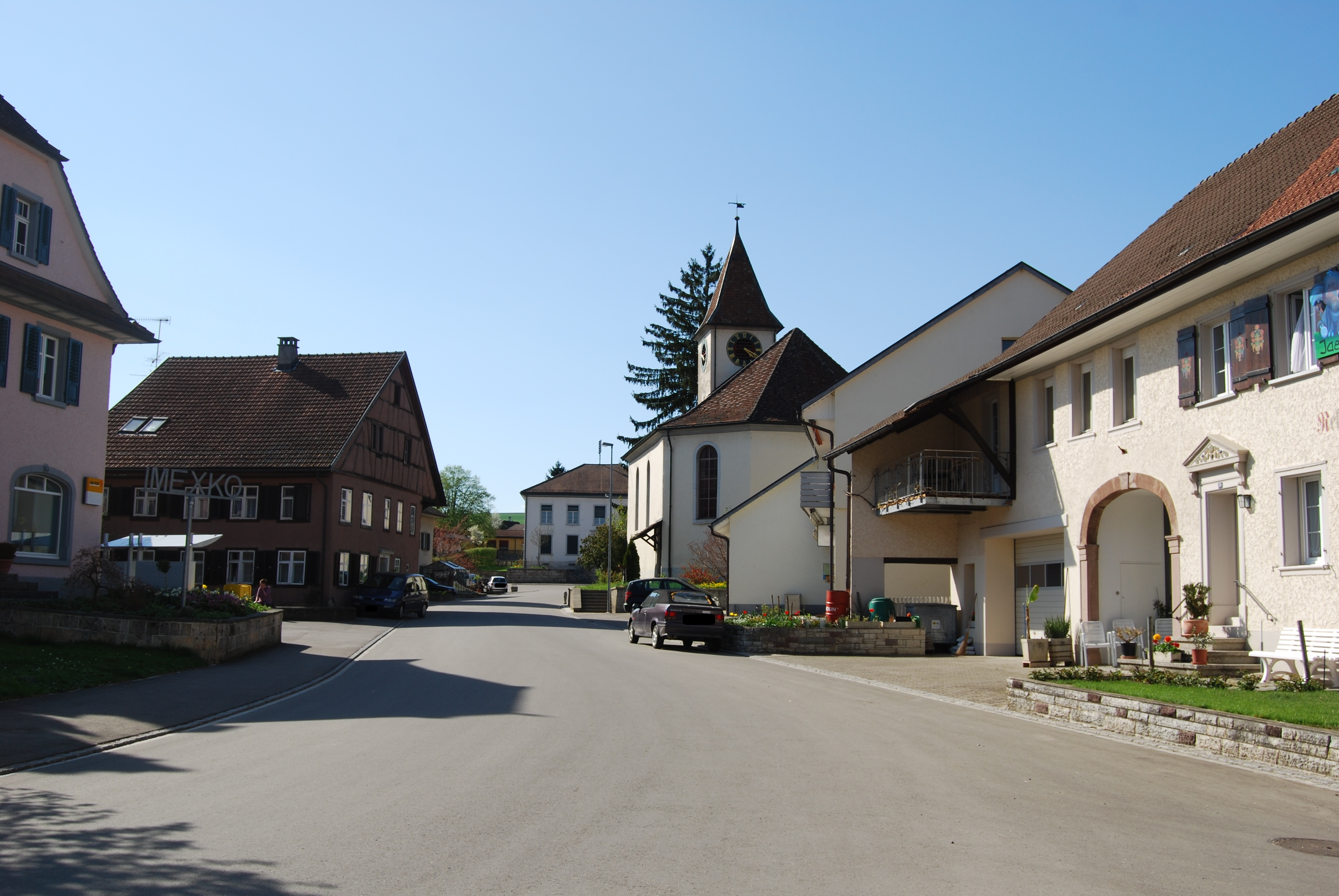
Trasadingen.